# Guzmán el Bueno (metrostation)
Guzmán el Bueno is een metrostation in het stadsdeel Moncloa-Aravaca van de Spaanse hoofdstad Madrid. Het station werd geopend op 13 januari 1987 en wordt bediend door de lijnen 6 en 7 van de metro van Madrid.